# Okitipupa
Okitipupa – miasto w Nigerii, w stanie Ondo. Według danych szacunkowych na rok 2009, miejscowość liczy 147 821 mieszkańców.